# Hassan el-Kashief
Hassan el-Kashief (arabisch حسن الكشيف; * 26. März 1956) ist ein ehemaliger sudanesischer Leichtathlet, der sich auf den 400-Meter-Lauf spezialisiert hat. 1978 siegte er über 200 und 400 Meter bei den Afrikaspielen und im Jahr darauf wurde er in Dakar Afrikameister über 400 Meter und zählt damit zu den erfolgreichsten Leichtathleten seines Landes.

## Sportliche Laufbahn
Erste internationale Erfahrungen sammelte Hassan el-Kashief vermutlich im Jahr 1978, als er bei den Afrikaspielen in Algier in 20,77 s die Goldmedaille im 200-Meter-Lauf sowie in 45,32 s auch über 400 Meter gewann. Im Jahr darauf wurde er in den Vereinigten Staaten NCAA-Collegemeister über 400 Meter und im selben Jahr siegte er in 45,34 s bei den erstmals ausgetragenen Afrikameisterschaften in Dakar. Zudem siegte er beim IAAF World Cup in Montreal in 45,39 s über 400 Meter und wurde mit der Auswahl-Staffel Afrikas über 4-mal 400 Meter in 3:00,22 min Dritter. 1981 wurde er beim World Cup in Rom in 45,96 s Siebter über 400 Meter und im Jahr darauf wurde er erneut NCAA-Meister über diese Distanz und stellte mit 44,76 s einen neuen Landesrekord auf. 1983 kam er bei den erstmals ausgetragenen Weltmeisterschaften in Helsinki bis ins Viertelfinale und kam dort nicht ins Ziel. Im Jahr darauf gewann er bei den Afrikameisterschaften in Rabat in 46,47 s die Bronzemedaille hinter dem Ivorer Gabriel Tiacoh und Sunday Uti aus Nigeria. Zudem nahm er an den Olympischen Sommerspielen in Los Angeles teil und kam dort in der ersten Runde nicht ins Ziel. Daraufhin beendete er seine aktive sportliche Karriere im Alter von 28 Jahren. 

## Persönliche Bestleistungen
- 200 Meter: 20,77 s, 24. Juli 1978 in Algier
- 400 Meter: 44,76 s, 3. Juni 1982 in Provo (sudanesischer Rekord)